# بيرجر فوروغارد

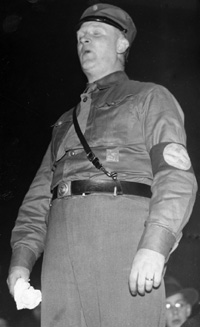
فوروغار عام 1932

بيرجر فوروغارد (بالسويدية: Birger Furugård)‏ (مواليد 8 ديسمبر 1887 - 1961) كان طبيب بيطري وسياسي سويدي. خلال عشرينيات القرن العشرين أصبح فوروغارد متأثراً بتقدم الاشتراكية القومية في ألمانيا. قام بالعديد من الرحلات إلى ألمانيا ، والتقى بأدولف هتلر، وهيرمان غورينغ وهاينريش هيملر.
في عام 1924، أسس فوروغارد جنبا إلى جنب مع شقيقيه جونار وسيغورد حزب العمال والفلاحين القومي الاشتراكي السويدي، في العام التاليتم تحويل المجموعة إلى حزب العمال والفلاحين الاشتراكيين السويديين. في عام 1930 اندمج حزب فوروغارد مع حزب الشعب الوطني الاشتراكي في السويد وشكل الحزب الاشتراكي الوطني السويدي وأصبح الزعيم الوطني للحزب. سرعان ما غيّر الحزب اسمه إلى الحزب الاشتراكي الوطني السويدي.
في مارس 1931 تمت دعوة هتلر وجوزيف جوبلز للتحدث في الاجتماعات العامة في السويد، لكن رئيس الشرطة في ستوكهولم رفض منح الإذن.
حتى عام 1933 كان فوروغارد الزعيم الرئيسي لليمن المتطرف السويدي وكان يصور من قبل أتباعه كفوهرر السويد المستقبلي في حال الاستيلاء على السلطة من قبل الاشتراكيين الوطنيين. في عام 1933 شكل الرجل الثاني في القيادة سفين أولوف ليندهولم حزب العمال الاشتراكي الوطني (NSAP) ليحل محل فوروجارد بشكل سريع كأبرز زعيم اشتراكي قومي في السويد.

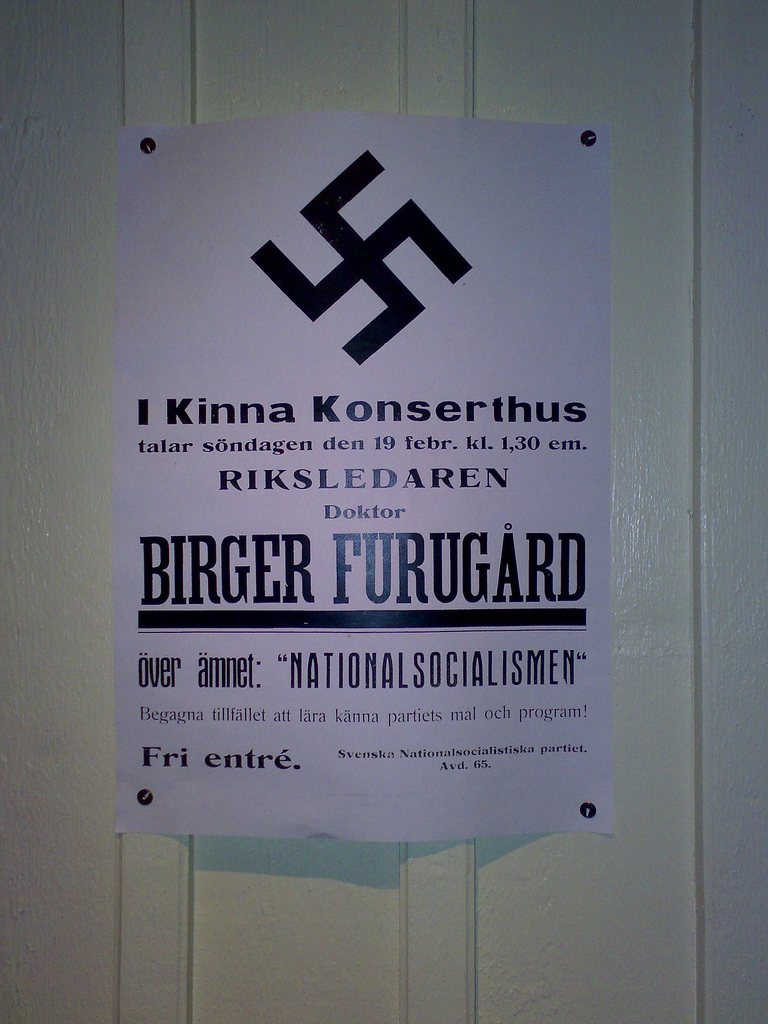
ملصق للحزب الاشتراكي الوطني السويدي ، يعلن فيه خطاب فوروغارد

حلّ فوروغارد حزبه عام 1936 بعد أداءه الضعيف في الانتخابات الوطنية في وقت سابق من ذلك العام.